# Alfred Sankoh
Alfred Sankoh (ur. 22 października 1988 we Freetown) – sierraleoński piłkarz występujący na pozycji pomocnika.

## Kariera klubowa
Sankoh karierę rozpoczynał w 2005 roku w zespole Kallon FC. W 2006 roku odszedł do gambijskiego Gambia Ports Authority. W tym samym roku zdobył z nim mistrzostwo Gambii. Po tym sukcesie wrócił do Sierra Leone, gdzie został graczem klubu Old Edwardians. W 2007 roku podpisał kontrakt z norweskim Ullern IF. Spędził tam sezon 2007.
W 2008 roku przeszedł do Strømsgodset IF z Tippeligaen. Zadebiutował tam 21 września 2008 roku w przegranym 1:3 pojedynku z Tromsø IL. 19 kwietnia 2009 roku w zremisowanym 1:1 spotkaniu z Lyn Fotball strzelił pierwszego gola w Tippeligaen. W 2010 roku zdobył z zespołem Puchar Norwegii.
Następnie Sankoh grał w Şanlıurfasporze i Xəzər Lenkoran. W 2015 roku został zawodnikiem Balıkesirsporu, a w 2016 Denizlisporu.

## Kariera reprezentacyjna
W reprezentacji Sierra Leone Sankoh zadebiutował w 2010 roku.